# 斯氏線紋鯿
斯氏線紋鯿（学名：Nematabramis steindachnerii）为輻鰭魚綱鯉形目鲤科的其中一種，分布於亞洲婆羅洲，體長可達11.2公分，棲息在中底層水域。